# ورنون شاو
ورنون لردن شاو (انگلیسی: Vernon Lorden Shaw؛ زادهٔ ۱۳ مه ۱۹۳۰ – درگذشتهٔ ۲ دسامبر ۲۰۱۳) یک سیاست‌مدار اهل دومینیکا بود.